# Charles Goulaouic
Charles Goulaouic est un mathématicien français, né le 24 août 1938 à Rosnoën (Finistère) et décédé le 25 novembre 1983 à Villejuif (Val-de-Marne).

## Biographie
Normalien, il soutient sa thèse en 1967 sous la direction de Jacques-Louis Lions, sur le thème « Interpolation entre espaces vectoriels topologiques ». Il est maître de Conférences puis professeur d'universités à Rennes. Il rejoint la Faculté des sciences d'Orsay en 1970 où Il fonde, en 1972, avec les professeurs Jacques Denis et Roger Temam, le Laboratoire d'analyse Numérique et Fonctionnelle,,.
Il est professeur détaché à plein temps à l'École polytechnique de 1976 à 1983. 
Depuis 1970, a lieu chaque année à l'École polytechnique le séminaire Goulaouic-Schwartz, sur le thème des équations aux dérivées partielles,.
Il succède à Laurent Schwartz à la tête du département de mathématiques de l'école polytechnique.

### Livres
- Avec Yves Meyer, Analyse fonctionnelle et calcul différentiel[8].

### Publications
- Publications sur Science Direct
- Publications sur Microsoft Academic Search